# Reservatum ecclesiasticum
La reservatum ecclesiasticum o reserva eclesiástica fue una disposición introducida en la Paz de Augsburgo por orden del emperador Carlos V para contrarrestar aquella del cuius regio, eius religio.

## Contenido
El artículo cuius regio, eius religio indicaba que los súbditos deberían convertirse a la religión de su príncipe. Aprovechando esto, muchos príncipes eclesiásticos se habían convertido en protestantes, secularizando todas las propiedades eclesiásticas convirtiéndolas en patrimonio familiar. Para evitar este abuso, se impone la disposición. Por medio de ella si un príncipe que ocupaba un cargo eclesiástico católico se pasaba al luteranismo, no podía apropiarse de los bienes del obispado o abadía y hacerlos hereditarios para la propia familia. Solo fueron reconocidas como secularizaciones legítimas las anteriores a 1552, mientras que los obispados y los bienes católicos secularizados después de 1552 debieron ser restituidos.
Tal cláusula fue muy controvertida y considerada inaceptable por los príncipes luteranos, así que no fue votada en la Dieta, pero fue agregada en una decisión del Emperador. El estatus ambiguo de esta cláusula fue una de las causas de la Guerra de los Treinta Años.

## Aplicaciones
Una de las aplicaciones más famosas de la disposición tuvo lugar en 1583. En este año, el Obispo Elector de Colonia, Gebhard Truchsess von Waldburg, se convirtió al luteranismo, rechazando entregar sus bienes temporales. Por ello, el poder imperial intervino, restituyendo los bienes temporales a un representante de la Iglesia católica.